# 20266 Danielchoi
20266 Danielchoi (1998 FK26) là một tiểu hành tinh vành đai chính được phát hiện ngày 20 tháng 3 năm 1998 bởi Nhóm nghiên cứu tiểu hành tinh gần Trái Đất phòng thí nghiệm Lincoln ở Socorro.